# Etxaguen (Aramaio)
Pour les articles homonymes, voir Etxaguen.
Etxaguen est une elizate de la municipalité d'Aramaio dans la province d'Alava dans la Communauté autonome basque.

## Référence
1. ↑  Officiellement « Etxaguen » Euskal Herriko leku 2012-07-25 (Site d'Euskaltzaindia ou Académie de la langue basque)